# (17465) Inawashiroko
(17465) Inawashiroko est un astéroïde de la ceinture principale.

## Description
(17465) Inawashiroko est un astéroïde de la ceinture principale. Il fut découvert le 11 novembre 1990 à Geisei par Tsutomu Seki. Il présente une orbite caractérisée par un demi-grand axe de 2,98 UA, une excentricité de 0,13 et une inclinaison de 1,3° par rapport à l'écliptique.

## Compléments